# Средневековые рукописи по медицине и аптечному делу (Институт рукописей НАНА)

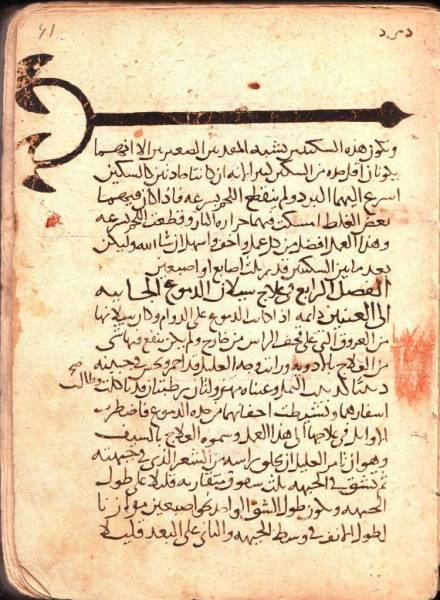
Копия XIII века рукописи «Аль-Макала ас-Саласун» арабского врача Абуль-Касима аз-Захрави

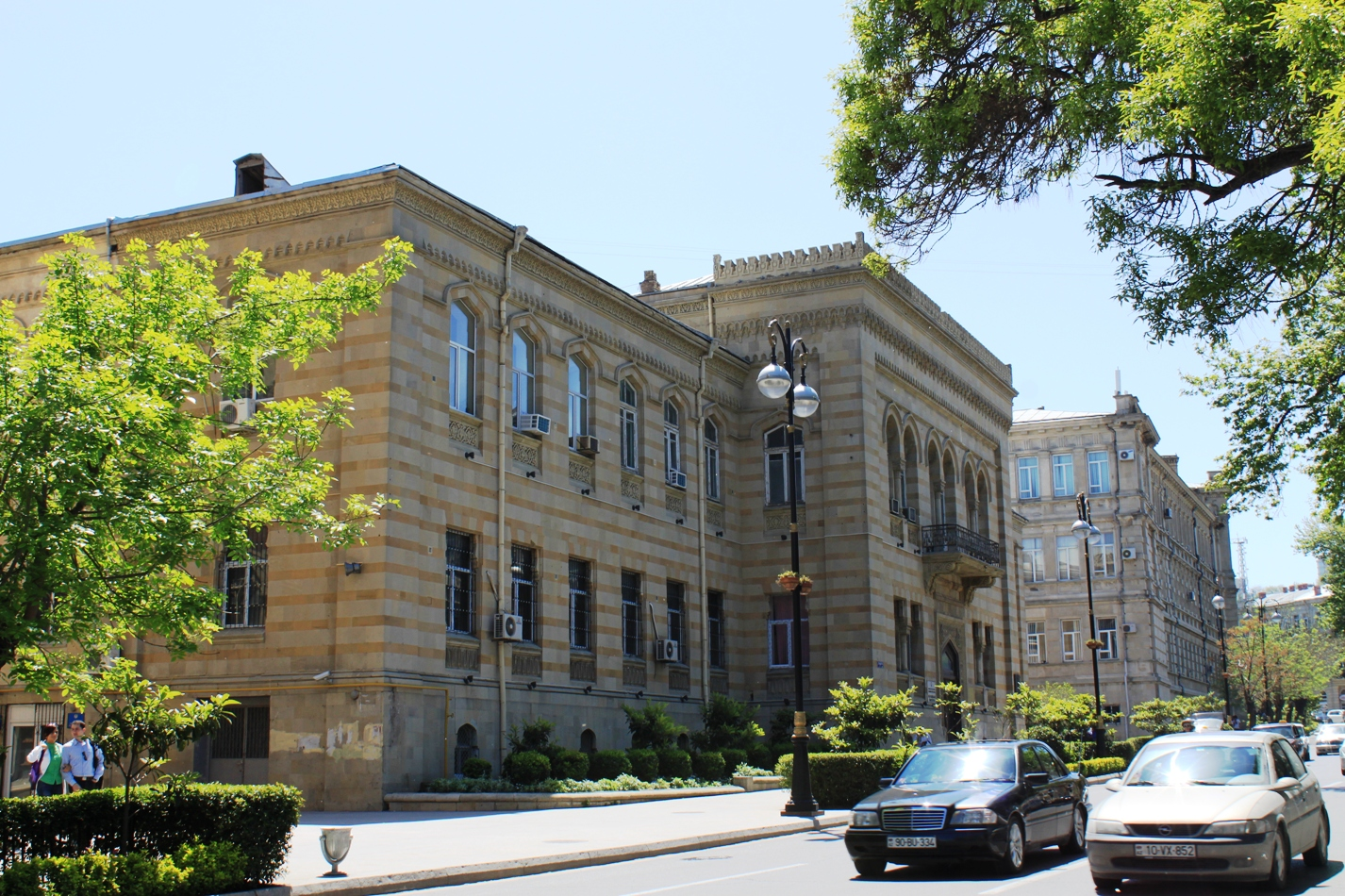
Институт рукописей Национальной Академии Наук Азербайджана в Баку — место хранения рукописей

Средневековые рукописи по медицине и аптечному делу хранятся в Институте рукописей Национальной Академии Наук Азербайджана имени Мухаммеда Физули в Баку. Коллекция насчитывает порядка 12 тысяч единиц хранения и является объектом документального наследия, который был предоставлен на рассмотрение Азербайджаном и включён в 2005 году в реестр всемирного документального наследия «Памяти мира» ЮНЕСКО.

## Общие сведения
Коллекция средневековых рукописей по медицине и аптечному делу включает 363 старинные рукописи по медицине. 222 из этих рукописей написаны на персидском языке, 71 на тюркском (староазербайджанский и старотурецкий), а 70 на арабском. Одной из старейших рукописей в коллекции является рукопись «Канона врачебной науки», написанный Ибн Синой. Копия этой рукописи была сделана в 1143 году в Багдаде и приобретена республиканским фондом Академии наук Азербайджанской ССР в 1956 году. Наряду с ней была приобретена и вторая рукопись «Канона», переписанная в 1259 году. Она более полная и представлена третьей, четвёртой и пятой книгами второго тома «Канона». Переписчиком этой рукописи является известный медик XIII века Мансур-ибн Ибрагим-ибн Аби Сайд Хамеданн. Эти рукописи очень хорошо сохранились. Начиная с XIX века они бережно передавались из поколения в поколение в семье азербайджанского (шушинского) медика Гаибова. В рукописном фонде Академии имеются и первая книга «Канона», переписанная в конце XIII века, комментарий к «Канону» ширазского медика Гутбеддина и рукопись «Книги исцеления».
Наиболее ценными рукописями по медицине на персидском языке, которые хранятся в Институте рукописей, являются следующие: «Ихтиярат-и Бадии» Хаджи Зейналабдина Аттара, копия которой была сделана в XVIII веке, «Кифайят аль-Муджахида» Мансура бин Ильяса, копия которой была сделана в 1653 году, «Тухфат аль-Муминин» Мухаммада Му’мина (копия сделана в 1713 году) и другие.
Некоторое число книг по медицине являются памятниками XIV—XIX веков. К ним относятся «Джам аль-Багхдади» Юсифа бин Исмаил Хоуи, оригинал которой был написан на арабском в 1311 году (в коллекции Института имеется средневековый перевод этой книги на персидский язык), «Китаб аль-Мудават» Абдула Маджида Хакима, «Сира жат-Тибб» Хасана бин Риза Ширвани, «Фава’ид аль-Хикмат» Хаджи Сулеймана Каждара Иравани, «Муалиджат-и Мунфарида» Абулхасана Марагхауи; «Хирга» Муртазы Гулу Хана Шамлу Ардабили и другие.
В Институте рукописей имеется также много копий некоторых арабских, персидских, азербайджанских и турецких рукописей по медицине. К таким относятся написанная в 1669 году «Тухфат аль-Муминин» Мухаммада Му’мина (33 полных и неполных копий), написанная в 1728 году «Зад аль-Мусафирин» Мухаммада Махди (13 копий), написанная в 1586/7-1628/9 гг. «Гарабадин» Музаффара бин Мухаммада Шафа’и (9 копий), написанная в 1638 году «Ихтиярат-и Бадии» Хаджи Зейналабдина Аттара (5 копий), «Тиббнаме» Мухаммеда Юсифа Ширвани. Среди этих рукописей есть несколько редких и ценных образцов, имеющих всемирное значение.
Многие из медицинских рукописей Института приобретены из частных коллекций таких азербайджанских учёных и мыслителей XIX — начала XX века, как Аббаскули Ага Бакиханов, Мирза Фатали Ахундов, Абдулгани Афанди Халисагарызаде, Хусейн Афанди Гаибов, Бахман Мирза Каджар и Мир Мохсун Навваб.

## Сборники документов на специфическую тему
Три единицы, хранящиеся в Институте рукописей, были номинированы для включения в Реестр в качестве сборников документов на специфическую тему. Это «Захираи-Низамшахи» персидского врача Рустама Джурджани, вторая книга «Канон врачебной науки» персидского учёного Ибн Сины (Авиценна) и «Аль-Макала ас-Саласун» арабского врача и учёного из Андалусии Абу аль-Касима аль-Захрави.

### Коллекция арабских и персидских рукописей

#### «Захираи-Низамшахи»
«Захираи-Низамшахи» (Запасники Низамшаха) Рустама Джурджани является оригинальным трудом, похожим на «Захираи-Харазмшахи» Зейнаддина Ибн Абу Ибрагима Джурджани (XII век), известного автора из Центральной Азии. Данная рукопись существует в единственном экземпляре и не найдена ни в одном другом хранилище рукописей мира. Название данной рукописи также не фигурирует ни в одном из известных каталогов мира. Дата компиляции скопированной в XVI веке рукописи не известна.
В этой книге, написанной на белой бумаге чёрными чернилами, содержатся описания фармацевтических особенностей лечебных трав, субстанций животного происхождения, минералов, а также различных лекарств. Данный труд оказал влияние на развитие медицины и фармакологии в странах и регионах, где использовался персидский язык. Частично был исследован и в Азербайджане. Данная рукопись «Захираи-Низамшахи» до сих пор не переведена и не издана.

Копия XVI века рукописи «Захираи-Низамшахи» Рустама Джурджани
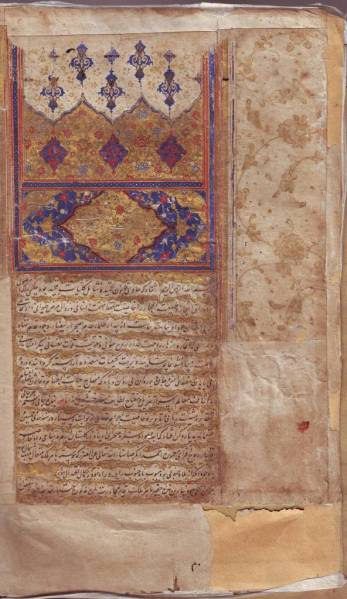
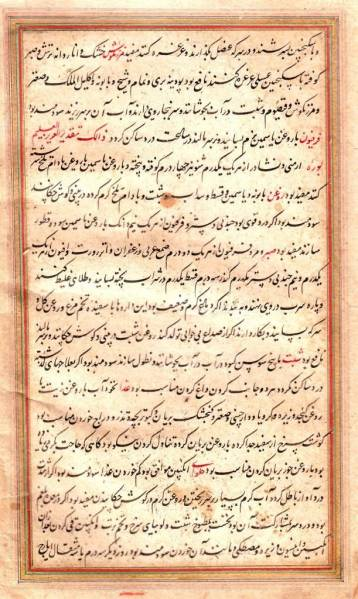
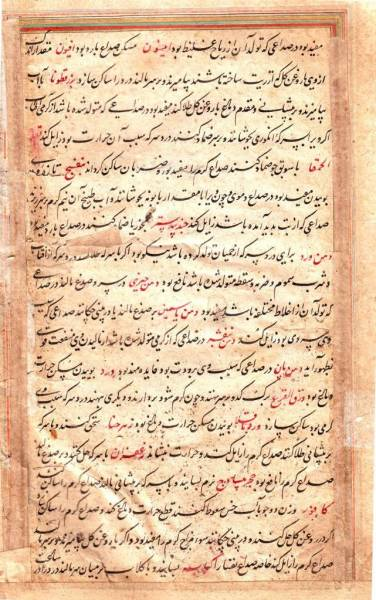
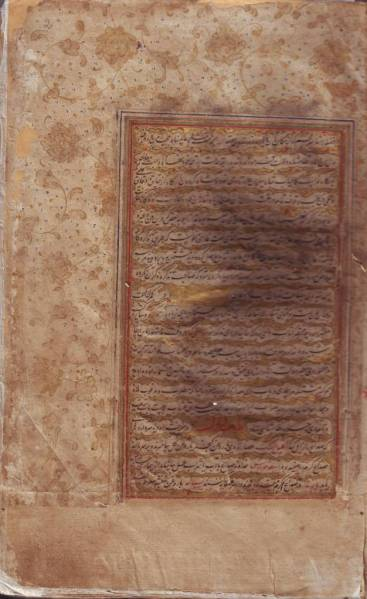

#### «Канон врачебной науки»
Данная рукопись, написанная на толстой белой бумаге, является старейшей рукописью «Канона» (Аль-Ганун Фи ат-Тибб) в Азербайджане и одной из старейших в мире. Она была скопирована в 1143 году в Багдаде, только через 104 года после смерти автора. «Канон медицины» является известным трудом в области фармакологии и медицины. Вторая книга канона посвящена в основном фармакологии. В ней содержится ряд фармацевтических описаний сотен натуральных лекарств: растений, минералов и веществ животного происхождения. Второй том «Канона» был переведен на узбекский и русский языки в основном с данной Бакинской рукописи (Ташкент, 1980—1982 годы).

Копия рукописи XII века «Канона врачебной науки» Ибн Сины
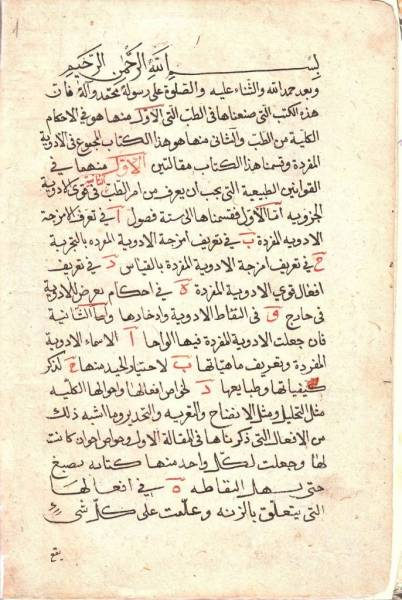
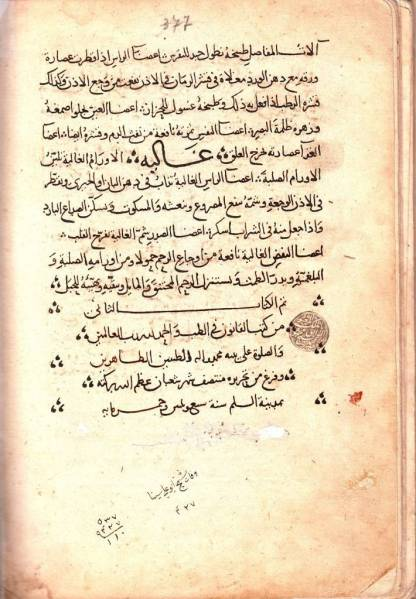
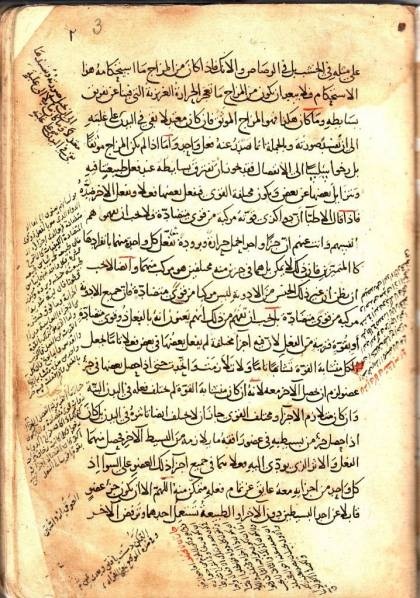
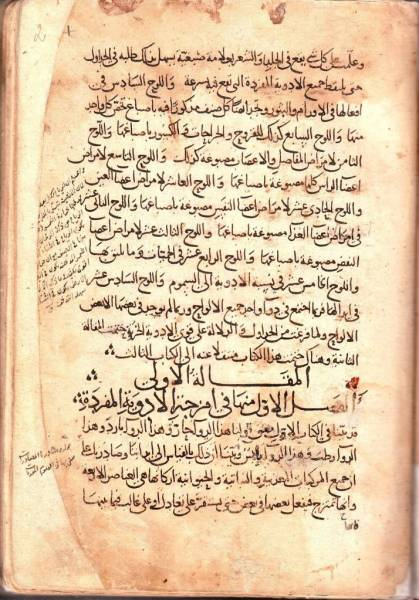

#### «Аль-Макала ас-Саласун»
Данная рукопись, написанная чёрными чернилами на тонкой белой бумаге филигранью, является одним из томов книги о «Хирургии и хирургических инструментах», написанной на арабском языке. Эта рукопись содержит изображения около 200 средневековых хирургических инструментов. Захрави является единственным средневековым автором, который приводит изображения такого большого числа хирургических инструментов, а также объясняет их предназначение. Факсимильное издание Бакинской рукописи и её перевод на русский был сделан профессором Зия Буниятовым и вышел в свет в 1983 году в Москве. Эта копия книги XI века была сделана в XIII веке.

Копия XIII века рукописи «Аль-Макала ас-Саласун» Абуль-Касим аз-Захрави
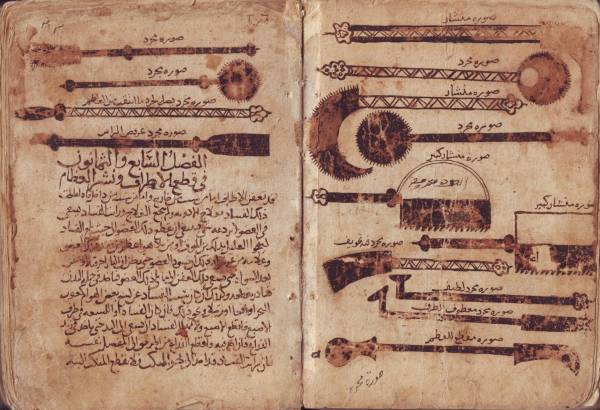
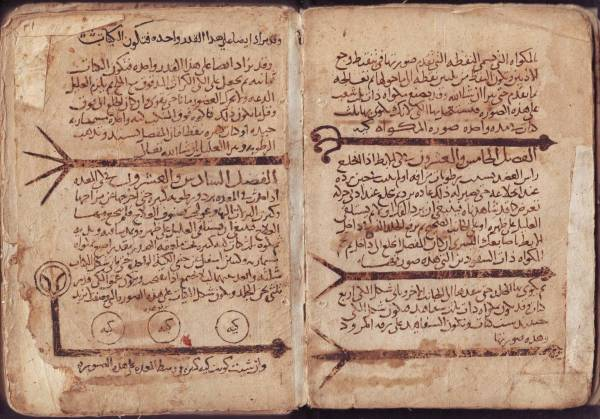
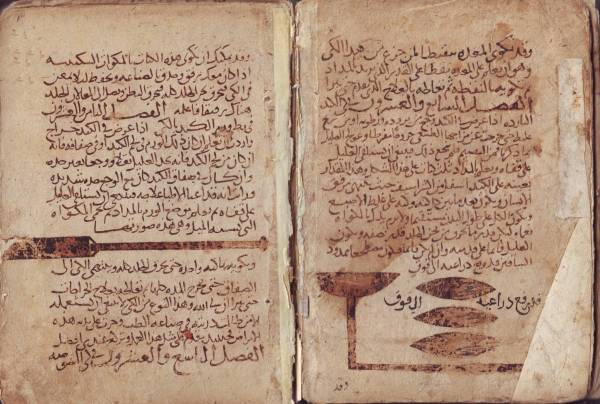